# Rudolf Czapek
Rudolf Czapek (* 2. Juli 1871 in Prag; † 22. August 1935 in München) war ein österreichisch-deutscher Maler und Kunsttheoretiker, dessen Buch „Grundprobleme der Malerei.“ von 1908 ein Vorläufer zu Wassily Kandinskys berühmt gewordener Abhandlung „Über das Geistige in der Kunst“ von 1911/12 ist.

## Leben und Werk
Rudolf Czapek, Sohn des Stabsarztes Dr. Friedrich Czapek, war zunächst Offizier der österreichisch-ungarischen Kriegsmarine und lernte auf Auslandsfahrten Südamerika, die Südsee und den Orient kennen. Aus gesundheitlichen Gründen nahm er 1899 seinen Abschied und entschloss sich zu einem Studium der Philosophie und Kunstgeschichte, dass ihn nach Wien und Zürich führte. Ab 1902 lebte er in München, wo er Bekanntschaft mit dem Maler Willy von Beckerath schloss. Er selbst studierte Malerei an der Kunstakademie bei Heinrich Knirr, ab 1904 bei Ludwig von Herterich und Hermann Groeber. 1903 heiratete er die Malerin und Grafikerin Mechthild Buschmann.
In den Jahren 1906/07 besuchte er die „Zeichen- und Malschule“ von Alexej Jawlensky und Marianne von Werefkin, in der in jenen Jahren auch Franziska Gräfin zu Reventlow, Gabriele Münter und Hugo Troendle anzutreffen waren. Czapek muss insbesondere von Werefkins Unterricht fasziniert gewesen sein, das legt sein 1908 veröffentlichtes Buch „Grundprobleme der Malerei“ nahe. In ihm reflektierte er vieles, was er damals nur von der Werefkin erfahren haben konnte, und er nahm vieles vorweg, was Kandinsky in seinem drei Jahre später erschienenen Buch, „Über das Geistige in der Kunst“ behandeln sollte. Durch Gabriele Münter weiß man, dass sich Kandinsky für die Abfassung seines Buches konstruktive Kritik bei Werefkin einholte. Erstaunliche Ähnlichkeiten und Übereinstimmungen lassen sich im Vergleich beider Bücher feststellen. Kandinsky kannte und besaß Czapeks Abhandlung. Auffallenderweise zitiert er Czapeks Werk jedoch nicht. Eloquent und mitteilsam, wie Baronin Werefkin war, dürfte sie ihrer Schülerschaft schwierigste künstlerische Fragen bis ins Detail erklärt haben, während Jawlensky den maltechnisch praktischen Teil des Unterrichts übernommen hatte. Von ihm übernahm Czapek in seiner Malerei die Auffassung, „dass Malerei in erster Linie Flächenkunst sei.“
Von 1907 bis 1909 arbeitete Capek als freier Maler und Schriftsteller in Berlin, wo er auch mittelalterliche und ostasiatische Malerei studierte. Nach seinem Berlinaufenthalt wechselte er häufig seinen Wohnsitz. So lebte er ab 1917 in Deggendorf, 1925 in Würzburg, 1926 in Hamburg, danach wieder in Berlin, 1934 im Kloster Metten bei Deggendorf, 1935 in München, wo er Selbstmord beging.
Er beschäftigte sich auch mit Astrologie und Horoskopdeutung.

## Ausstellungen
- 1907: Berliner Sezession
- 1916: Salon Goltz, München

## Veröffentlichungen
- Grundprobleme der Malerei. Ein Buch für Künstler und Lernende. Leipzig 1908
- Die neue Malerei. Eine Kulturstudie. Stuttgart 1909. Digitalisat
- Zur geistigen Synthesis. Kunst und Religion innerhalb einer Totalansicht. 1916/17[9]
- Farbenwelt und Bildaufbau. Beiträge zu einer Theorie der Bildkomposition. 1921[10]
- Umrisse und Raumwerte. Eine psychische Methode des Selbstunterrichts im Zeichnen. 1922[11]